# Dacit

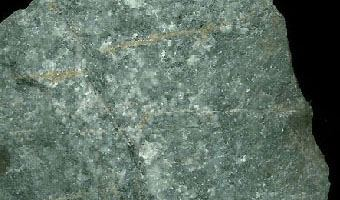
Dacit

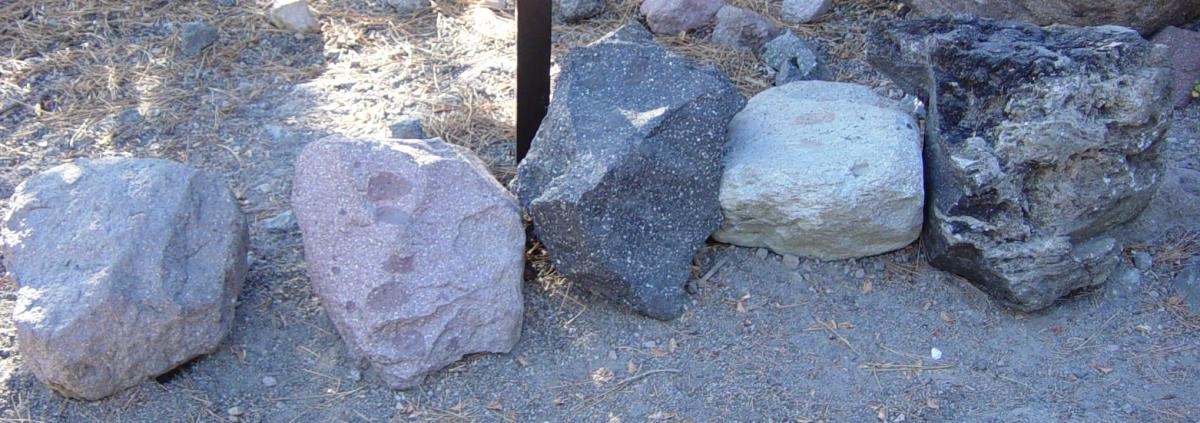
Olika sorters dacit.

Dacit är en bergart som förr benämndes som kvartsporfyrit. Färgen är ljus- till mellangrå och har ibland en rosa ton.  Dacit är en extrusiv magmatisk bergart som ofta är porfyrisk med en mellanmassa av korn mindre än 0,5mm som omger större strökorn. Strökornen består främst av plagioklas och ibland kvarts. Dacit innehåller även amfibol, kalifältspat och biotit. Till sammansättningen ligger dacit mellan ryolit och andesit, och kan vara svår att skilja från andesit. Dacit är för det mesta massformig och är ofta flödesbandad.
Vid Crater Lake i Oregon i USA kan man hitta pyroklastisk dacit som bygger upp mycket av en vulkan.